# 塞米纳拉
塞米纳拉（義大利語：Seminara），是意大利雷焦卡拉布里亚省的一个市镇。总面积33.55平方公里，人口3046人，人口密度90.8人/平方公里（2009年）。ISTAT代码为080086。